# Abram Svjadošč
Abram Moisejevič Svjadošč (rusky Абрам Моисеевич Свядощ; 1914–1999) byl sovětský psychiatr, psychoterapeut a sexuolog židovského původu, doktor lékařských věd (1954), profesor (1956). Zabýval se neurózami, technikami odreagování, hypnózou, autogenním tréninkem, sexuálními poruchami aj. Je autorem monografie Neurózy a jejich léčba; v prvním vydání (1959) propracoval zejména fyziologické výklady patogeneze a psychoterapeutických technik, ve druhém (1971) věnoval pozornost mj. i aspektům kybernetickým.